# Sportovec roku 1999

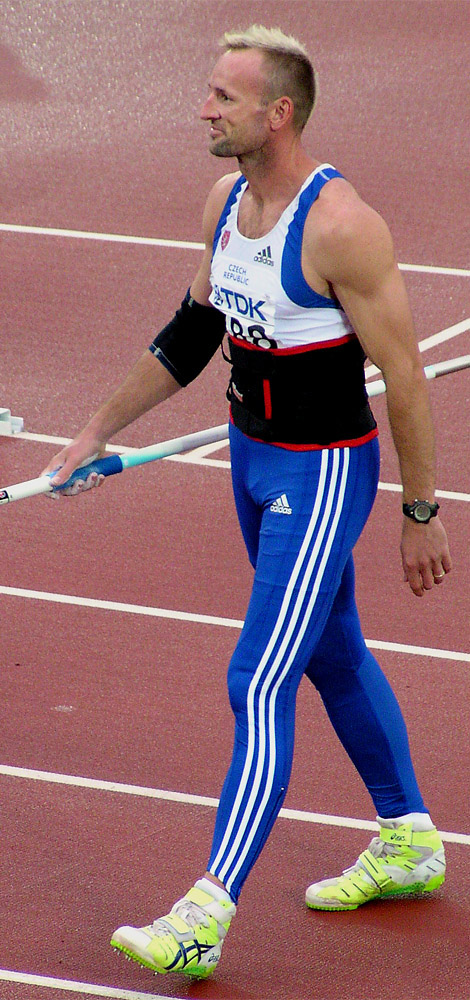
Tomáš Dvořák

Sportovec roku 1999 byl 41. ročník ankety Sportovec roku a sedmý v samostatném Česku. Vítězem se stal desetibojař Tomáš Dvořák, který toho roku vybojoval svůj druhý titul mistra světa. Bylo to také jeho druhé vítězství v anketě, prvně triumfoval v roce 1997. V soutěži kolektivů na první příčce stanula česká fotbalová reprezentace, která toho roku postoupila podruhé v historii samostatného Česka na mistrovství Evropy. Zajímavé je, že jí to stačilo k vítězství, přestože hokejová reprezentace získala v tom roce titul mistrů světa. V hlasování hokejisté skončili na druhém místě, byť jen velmi těsně, rozdílem osmi bodů.

## První desítka jednotlivci
1. Tomáš Dvořák (atletika) - 1982 bodů
2. Ludmila Formanová (atletika) - 1707
3. Jaromír Jágr (lední hokej) - 1583
4. Dominik Hašek (lední hokej) - 1168
5. Jan Koller (fotbal) - 991
6. Štěpánka Hilgertová (vodní slalom) - 874
7. Martin Doktor (kanoistika) - 832
8. Kateřina Neumannová (lyžování) - 749
9. Pavel Nedvěd (fotbal) - 722
10. Jan Železný (atletika) - 651

## První trojka družstva
1. česká fotbalová reprezentace - 499
2. česká hokejová reprezentace - 491
3. fotbalisté Sparty Praha - 225

## Junioři
1. Zuzana Kocumová (lyžování)
2. Alena Rücklová (atletika)
3. Přemysl Vlk (vodní slalom)

## Handicapovaní
1. Radim Lanča (lyžování)